# Abbey Grange
Abbey Grange (engelska: The Adventure of the Abbey Grange) är en av Sir Arthur Conan Doyles 56 noveller om detektiven Sherlock Holmes. Novellen publicerades första gången 1904 i Strand Magazine med illustrationer av Sidney Paget. Novellen utspelar sig år 1897.
Abbey Grange ingår i novellsamlingen The Return of Sherlock Holmes.

## Handling
Tidigt en vintermorgon väcker Holmes Dr. Watson och de beger sig till en mordplats - Abbey Grange. Sir Eustace Brackenstall har blivit mördad av inbrottstjuvar, vad det verkar. Polismannen Stanley Hopkins är övertygad om att det är den ökända Randall-ligan som är de skyldiga. Holmes misstänker dock att lady Brackenstall ljuger i sitt vittnesmål för att skydda den verklige mördaren.

## Filmatisering
Novellen har filmatiserats med Jeremy Brett i huvudrollen.